# Lijst van staatspresidenten van de Zuid-Afrikaansche Republiek
Lijst van Staatspresidenten van de Zuid-Afrikaansche Republiek, dat ook wel Transvaal genoemd werd.

## Staatspresidenten van de Zuid-Afrikaanse Republiek (1857-1902)

### Voorzitters van de Uitvoerende Raad (1857-1866)
| Voorzitter | Voorzitter                          | Ambtstermijn                        | Opmerking                                                              |
| ---------- | ----------------------------------- | ----------------------------------- | ---------------------------------------------------------------------- |
|            | Marthinus Wessel Pretorius          | 6 januari 1857 – 15 september 1860  | 1ste Voorzitter van de Uitvoerende Raad de Zuid-Afrikaansche Republiek |
|            | Johannes Hermanus Grobler           | 15 september 1860 – 6 december 1860 | Waarnemend                                                             |
|            | Stephanus Schoeman                  | 6 december 1860 – 17 april 1862     | Waarnemend                                                             |
|            | Willem Cornelis Janse van Rensburg  | 18 april 1862 – 23 oktober 1863     | Waarnemend                                                             |
|            | Willem Cornelis Janse van Rensburg¹ | 23 oktober 1863 – 10 mei 1864       | 2de Voorzitter van de Uitvoerende Raad de Zuid-Afrikaansche Republiek  |
|            | Marthinus Wessel Pretorius          | 10 mei 1864 – 22 oktober 1866       | 3de Voorzitter van de Uitvoerende Raad de Zuid-Afrikaansche Republiek  |

### Staatspresidenten der Zuid-Afrikaansche Republiek (1866-1902)
Het ambt van Staatspresident vindt zijn basis in de grondwetswijziging, die werd goedgekeurd tijdens zitting van de Volksraad op 22 oktober 1866.
| Staatspresident                                                                       | Staatspresident                                                  | Ambtstermijn                                 | Opmerking |
| ------------------------------------------------------------------------------------- | ---------------------------------------------------------------- | -------------------------------------------- | --- |
|                                                                                       | Marthinus Wessel Pretorius                                       | 22 oktober 1866 – 22 november 1871           | 1ste Staatspresident der Zuid-Afrikaansche Republiek |
|                                                                                       | Daniël Jacobus Erasmus                                           | 22 november 1871 – 1 juli 1872               | Waarnemend |
|                                                                                       | Thomas François Burgers                                          | 1 juli 1872 – 12 april 1877                  | 2de Staatspresident der Zuid-Afrikaansche Republiek |
| Britse annexatie van de Zuid-Afrikaansche Republiek (12 april 1877 - 8 augustus 1881) |                                                                  |                                              | |
|                                                                                       | Driemanschap Paul Kruger Marthinus Wessel Pretorius Piet Joubert | 13 december 1880 – 9 mei 1883                | De regering van de Zuid-Afrikaanse Republiek hervat haar taken in overeenstemming met de resolutie van de Volksraad van 10 december 1880; Op 16 december wordt de onafhankelijkheid op het Kerkplein in Pretoria uitgeroepen; De Eerste Boerenoorlog begint; de Zuid-Afrikaansche Republiek wordt erkend als onafhankelijke staat op 3 augustus 1881. |
|                                                                                       | Paul Kruger                                                      | 9 mei 1883 – 31 mei 1902 (10 september 1900) | 3de Staatspresident der Zuid-Afrikaansche Republiek Kruger wordt op 10 september 1900 wegens de uitbraak van de Tweede Boerenoorlog door Nederland (in opdracht van Koningin Wilhelmina) geëvacueerd uit Pretoria. |
|                                                                                       | Schalk Willem Burger                                             | 10 september 1900 – 31 mei 1902              | Waarnemend (dankzij de afwezigheid van Kruger) Tekende de overgave na de Tweede Boerenoorlog en erkende daarmee dat Transvaal een Britse kolonie zou worden. |